# Tomoyo After ~It's a Wonderful Life~
Tomoyo After ~It's a Wonderful Life~ (智代アフター ～It's a Wonderful Life～ Tomoyo Afutā ~It's a Wonderful Life~) là một visual novel dành cho người lớn do Key phát triển và phát hành vào ngày 25 tháng 11 năm 2005 trên hệ máy tính cá nhân (PC) dưới dạng DVD. Phiên bản không có các cảnh khiêu gợi phát hành trên hệ máy PlayStation 2 bởi Prototype vào ngày 25 tháng 1 năm 2007 với tên Tomoyo After ~It's a Wonderful Life~ CS Edition, chữ CS là viết tắt của "consumer software" (phần mềm thương mại). Phiên bản dành cho mọi lứa tuổi cũng ra mắt trên điện thoại di động FOMA vào ngày 2 tháng 6 năm 2008 cũng bởi Prototype, công ty này cũng đã phát hành phiên bản trên PlayStation Portable của CS Edition vào ngày 19 tháng 3 năm 2009. Cách chơi của Tomoyo After theo lối tuyến tính, tuy chỉ đi theo cốt truyện định sẵn nhưng người chơi có thể tương tác để tạo ra các kết thúc khác nhau. Cốt truyện, giống như tên gọi của tác phẩm này, tập trung vào nhân vật Sakagami Tomoyo và xoay quanh cuộc sống của Okazaki Tomoya, một thanh niên trẻ vừa tốt nghiệp trung học và là bạn thân của Tomoyo, họ bắt đầu gặp nhau thường xuyên và phát sinh một mối quan hệ lãng mạn.
Sau khi phát hành siêu phẩm Clannad vào năm 2004, Visual Art's (công ty mẹ của Key) đã cho phép các nhân viên trong Key phát triển một cách tự do những dự án họ mong muốn. Tomoyo After là kết quả của Maeda Jun khi ông quyết định sẽ thực hiện một kịch bản nối tiếp với câu chuyện của nhân vật Tomoyo trong Clannad. Maeda đã giữ vai trò viết kịch bản chính và Kashida Leo (một thành viên mới) là người hỗ trợ cho ông. Khâu thiết kế nhân vật do Fumio đảm nhiệm, ông được nhiều người biết tiếng sau khi tham gia thực hiện Pia Carrot G.O. Toybox: Summer Fair. Các nhạc sĩ chủ chốt của Key là Orito Shinji, Togoshi Magome và Maeda Jun đã biên soạn phần âm nhạc. Hai ca khúc chủ đề mở đầu - kết thúc mang tên "Light colors" và "Life is like a Melody" được trình bày bởi ca sĩ Lia của nhóm I've Sound. Tomoyo After đã được đón nhận tích cực và đứng thứ tư trong bảng xếp hạng doanh số các bishōjo game trên toàn quốc tại Nhật Bản vào năm 2005.
Chuyển thể manga với tên Tomoyo After ~Dear Shining Memories~ đăng trên tạp chí truyện tranh shōnen Dragon Age Pure tại Nhật Bản từ tháng 4 đến tháng 10 năm 2007, phát hành bởi Fujimi Shobo. Bộ truyện do Sumiyoshi Yukiko minh họa, lấy cốt truyện dựa trên visual novel gốc, nhưng thay vì được nhìn dưới góc độ của Tomoya thì manga lại lấy góc độ cốt truyện dưới cái nhìn của Tomoyo. Một cuốn tankōbon đã phát hành tại Nhật Bản vào ngày 8 tháng 12 năm 2007.

## Cách chơi

Một ví dụ về tính năng RPG "Dungeons & Takafumis" thường xuất hiện trong Tomoyo After.

Tomoyo After chỉ đòi hỏi người chơi tương tác ở một vài đoạn, phần lớn thời gian còn lại là đọc những dòng chữ xuất hiện trên màn hình, thường mô tả đoạn đối thoại giữa các nhân vật khác nhau xen lẫn suy nghĩ nội tâm của nhân vật chính. Sau khi nắm bắt tình huống thông qua những dòng chữ, người chơi sẽ nhìn thấy một "điểm quyết định" và đưa ra từ 2-3 sự lựa chọn. Các "điểm quyết định" này thường thay đổi và xuất hiện không đều đặn, có thể cách nhau ít phút hoặc lâu hơn. Trò chơi sẽ tự động tạm dừng khi người chơi nhìn thấy những điểm này, chờ cho đến khi người chơi đưa ra quyết định, sau đó cốt truyện sẽ tiến triển theo một hướng nhất định. Người chơi sẽ phải chơi lại nhiều lần, mỗi lần lại chọn những hướng khác nhau để đạt được những kết thúc tương ứng, từ đó mới nắm bắt được nội dung của toàn bộ visual novel. Theo mạch trò chơi, người chơi sẽ dần dần mở được các hình ảnh hentai thể hiện cảnh Tomoya và Tomoyo cùng quan hệ tình dục.
Có một tính năng đặc biệt của Tomoyo After không thường thấy ở các visual novel khác, đó là sự xuất hiện của hệ thống "Dungeons & Takafumis", sẽ khiến người chơi có cảm giác như đang sử dụng một trò chơi nhập vai khá giống như các phiên bản đầu của dòng game Final Fantasy. Muốn kết thúc visual novel, người chơi sẽ phải hoàn tất 8 mini game nhập vai nhỏ lần lượt xuất hiện theo kịch bản để có thể tiếp tục câu chuyện.

## Cốt truyện và nhân vật
Cốt truyện của Tomoyo After chủ yếu xoay quanh cuộc sống của Okazaki Tomoya (岡崎 朋也 Lồng tiếng bởi: Nitta Yūichi (chỉ trong các phần mini game nhập vai)) - nhân vật nam chính của Clannad - và Sakagami Tomoyo (坂上 智代 Lồng tiếng bởi: Isshiki Hikaru) - một trong các nhân vật nữ chính của trò chơi, giống như tên của tác phẩm là Tomoyo After. Tomoya đã làm việc được một năm trong một tổ chức vì cộng đồng với nhiệm vụ thu gom rác. Ban đầu anh thà sống đơn độc trong căn hộ của mình hơn là sống chung với ba mình là Okazaki Naoyuki (岡崎 直幸 Lồng tiếng bởi: Tani Shunsuke), vốn không có mối quan hệ tốt với anh. Tomoya là bạn rất thân của Tomoyo, câu chuyện của nhân vật này được mở rộng ra và nối tiếp với câu chuyện đã kết thúc của cô trong Clannad. Tomoyo vẫn thường liên lạc với Tomoya và cả hai bắt đầu gặp nhau thường xuyên hơn, tiến đến một mối quan hệ lãng mạn.

Từ trái sang: Tomo, Tomoya, Tomoyo, Takafumi và Kanako - 5 nhân vật chính của visual novel.

Câu chuyện diễn ra khoảng một tháng sau kì nghỉ hè trong Clannad, lúc đó Tomoya đã tốt nghiệp trung học nhưng vẫn còn sống trong thị trấn mà Clannad lấy bối cảnh. Một ngày nọ, Tomoyo phát hiện ra cô có một người em gái không cùng huyết thống là Mishima Tomo (三島 と Lồng tiếng bởi: Sasaki Akari) hiện đang sống chung với mẹ cô. Tomo đang học mẫu giáo, cô bé là con ngoài giá thú của ba Tomoyo và một người phụ nữ tên là Mishima Yūko (三島 有子 Lồng tiếng bởi: Asaki Soyo). Một loạt các sự kiện diễn ra dẫn đến quyết định cuối cùng là Tomo sẽ sống tạm trong căn hộ của Tomoya một thời gian. Tomoyo rất yêu thương cô bé và chăm sóc Tomo rất chu đáo, vì cô thường tỏ ra yếu lòng khi nhìn thấy trẻ em. Lý do Tomo đến sống cùng Tomoya là vì mẹ cô bé đang có vấn đề về tâm lý, và kết quả là sinh ra tâm thần không ổn định. Bà luôn mắng mỏ Tomo đến mức cô bé không thể chịu đựng nổi nữa và phải chuyển đến sống chung với Tomoya.
Tomoyo còn có một người em trai tên là Sakagami Takafumi (坂上 鷹文 Lồng tiếng bởi: Suzuki Keiko), anh sử dụng máy tính rất thành thạo và sau khi cài đặt một máy tính cá nhân trong phòng của Tomoya, anh cũng dọn đến sống chung trong căn hộ cùng với mọi người. Takafumi có một bạn gái cũ tên là Kanako (河南子 Lồng tiếng bởi: Suzuki Keiko), cô không hài lòng khi thấy mẹ mình tái giá, và vì thế không thích sống ở nhà. Trên thực tế, cô trở thành một kẻ ăn bám của Tomoya và dĩ nhiên cũng sống luôn trong căn hộ của anh. Kanako nói năng không lịch sự lắm và có thói mỉa mai. Món ăn yêu thích của cô là kem và cô không bao giờ tiết lộ họ của mình. Kanako cũng từng xuất hiện một khoảng thời gian ngắn từ phút thứ 18 của tập 6 bộ anime Clannad. Chủ đề chính của Tomoyo After cũng là mối quan hệ giữa các thành viên trong gia đình, giống như Clannad.

## Phát triển

Một đoạn hội thoại thường gặp giữa người chơi và nhân vật Tomoyo (đã thay đổi ít nhiều sau Clannad) trong visual novel Tomoyo After.

Sau khi phát hành siêu phẩm nổi tiếng Clannad, Visual Art's (công ty mẹ của Key) đã cho phép các nhân viên trong Key phát triển một cách tự do những dự án họ mong muốn. Tomoyo After là kết quả của Maeda Jun khi ông quyết định sẽ thực hiện một kịch bản nối tiếp với câu chuyện của nhân vật Tomoyo trong Clannad. Maeda đã giữ vai trò viết kịch bản chính và Kashida Leo, một thành viên mới, là người hỗ trợ ông. Giống như planetarian ~Chiisana Hoshi no Yume~, chiếc ghế chỉ đạo nghệ thuật đã không thuộc về Hinoue Itaru, người đã đảm nhiệm rất tốt vị trí đó trong ba tác phẩm đầu của Key. Thay vào đó, Fumio là chỉ đạo nghệ thuật chính cho Tomoyo After, Hinoue chỉ trợ giúp Fumio một phần nhỏ trong khâu thiết kế nhân vật. Chính vì điều này mà những nhân vật như Tomoya và Tomoyo có vẻ ngoài không hoàn toàn giống như trong Clannad. Như thường lệ, Maeda cũng góp phần vào công việc soạn nhạc cùng với hai nhạc sĩ nổi tiếng khác của Key là Orito Shinji và Togoshi Magome.
Khi Tomoyo After phát hành trên hệ máy PlayStation 2 (PS2), một số tính năng đã được cải tiến hay thêm vào. Cốt truyện mở rộng ra hơn bản gốc và tất cả các nội dung người lớn đều bị loại bỏ, bao gồm các cảnh quan hệ tình dục. Tonokawa Yūto đã viết thêm một số kịch bản cho hai nhân vật là Takafumi và Kanako. Với phần cốt truyện thêm vào đó cộng với kịch bản gốc, phiên bản trên PS2 đã dài hơn 1,5 lần so với bản đầu tiên của nó trên PC. Trong phiên bản gốc, tất cả nhân vật, ngoại trừ Okazaki Tomoya, đều có người lồng tiếng và vẫn giữ nguyên như vậy đối với phiên bản PS2. Những cải tiến đã giúp hình ảnh trở nên sắc nét hơn đối với người chơi sử dụng giao diện điều khiển màn hình PC trước đây, khi mà màn hình console PS2 đã được thể hiện trên truyền hình. Lúc trước, mắt của người chơi có thể bị mỏi sau khi chơi visual novel do hình ảnh bị nhòe trên màn hình TV, nhưng điều này đã sửa chữa ở phiên bản PS2 giúp hình ảnh sắc nét hơn cũng như giảm mỏi mắt.

### Lịch phát hành
Tomoyo After phát hành lần đầu tiên tại Nhật Bản vào ngày 25 tháng 11 năm 2005 dưới dạng một phiên bản giới hạn, chỉ sử dụng trên các hệ PC có ổ DVD; ngoài ra còn được đính kèm thêm một đĩa nhạc tập hợp các nhạc phẩm trong visual novel. Key chỉ sản xuất một ấn bản giới hạn nhưng đã ngưng phát hành phiên bản dành cho người lớn này. Phiên bản dành cho mọi lứa tuổi trên hệ điện thoại di động FOMA phát hành vào ngày 2 tháng 6 năm 2008 cũng bởi Prototype thông qua Visual Art's Motto, nhưng phần mini game "Dungeons & Takafumis" không được đưa vào phiên bản này. Prototype cũng đã phát hành phiên bản trên PlayStation Portable của CS Edition vào ngày 19 tháng 3 năm 2009, cùng với việc lồng tiếng cho tất cả nhân vật, kể cả Tomoya. Key tái phát hành phiên bản dành cho mọi lứa tuổi trên PC vào ngày 31 tháng 7 năm 2009 trong một bộ hộp đĩa chứa năm visual novel khác của Key mang tên Key 10th Memorial Box, tất cả nhân vật, bao gồm cả Tomoya, trong bản phát hành lần này đều có lồng tiếng đầy đủ. Phiên bản trong bộ hộp đĩa Key 10th Memorial Box được cập nhật thêm và tái phát hành vào ngày 30 tháng 4 năm 2010 có khả năng tương thích với Windows 7 với tên Tomoyo After ~It's a Wonderful Life~ Memorial Edition.
Key còn cho ra một bản chưa cập nhật có tựa là Tomoyo After: It's a Wonderful Life Perfect Edition vào ngày 26 tháng 9 năm 2014 cho Windows. Phiên bản Perfect Edition chứa nội dung phụ xuất hiện trong các phần mềm thương mại cũng như nội dung người lớn từ bản gốc. Tomoyo After ra mắt bằng tiếng Anh vào ngày 1 tháng 7 năm 2016.
Bản giao diện điều khiển đầu tiên của trò chơi được phát hành trên hệ máy PlayStation 2 bởi Prototype vào ngày 25 tháng 1 năm 2007 với tựa đề Tomoyo After ~It's a Wonderful Life~ CS Edition, CS là viết tắt của "consumer software" (phần mềm thương mại). Một phiên bản dành cho mọi lứa tuổi chơi trên điện thoại di động FOMA do công ty Prototype phát hành vào ngày 29 tháng 5 năm 2008, thông qua Visual Art's Motto, nhưng không chứa trò chơi điện tử nhập vai "Dungeons & Takafumis". Prototype đã cho phát hành phiên bản máy cầm tay PlayStation Portable của CS Edition, cùng với diễn xuất lồng tiếng đầy đủ của Tomoya ra mắt vào ngày 19 tháng 3 năm 2009. Một bản chơi trên hệ máy Xbox 360 của CS Edition cũng do Prototype chịu trách nhiệm phân phối vào ngày 22 tháng 9 năm 2010. Công ty tiếp tục cho ra mắt một phiên bản của PlayStation 3 (PS3) vào ngày 29 tháng 7 năm 2012 dưới dạng số lượng có hạn, lúc đầu nó chỉ được tiêu thụ trong sự kiện Visual Art's Daikanshasai – ngày đó chính là ngày kỉ niệm 20 năm thành lập Visual Art's. Phiên bản PS3 sau đó được bán tại ba sự kiện khác: tại Comiket 83 từ 29–31 tháng 12 năm 2012 tại chương trình Tokyo Game Show 2013 từ 21–22 tháng 9, và tại cuộc triển lãm của Character1 vào ngày 1 tháng 5 năm 2016 nhằm quyên góp tiền cho các nạn nhân của Động đất Kumamoto 2016, tổng giá trị là 272.506 yên Nhật. Một phiên bản PS3 tải kĩ thuật số thông qua PlayStation Store, lại do Prototype phát hành vào ngày 29 tháng 5 năm 2013. Một bản chơi trên các thiết bị Android trình làng vào ngày 27 tháng 2 năm 2013, nhưng không có "Dungeons & Takafumis" trong đó.

## Phương tiện truyền thông

### Manga
Chuyển thể manga có tựa đề Tomoyo After ~Dear Shining Memories~ đăng thường kì trên tạp chí truyện tranh shōnen Dragon Age Pure tại Nhật Bản từ ngày 20 tháng 4 năm 2007 đến ngày 20 tháng 10 năm 2007 và được xuất bản bởi Fujimi Shobo. Bộ truyện minh họa bởi Sumiyoshi Yukiko, lấy cốt truyện dựa trên visual novel gốc, nhưng thay vì được nhìn dưới góc độ của Tomoya thì manga lại lấy góc độ cốt truyện dưới cái nhìn của Tomoyo. Một cuốn tankōbon (ISBN 978-4-04-712523-0) đã phát hành tại Nhật Bản vào ngày 8 tháng 12 năm 2007 với bốn chương: chương 1 có 38 trang, chương 2 và 3 có 40 trang và chương 4 có 56 trang.

### Âm nhạc
Visual novel Tomoyo After có hai ca khúc chủ đề: bài mở đầu là "Light colors" và bài kết thúc là "Life is like a Melody", cả hai đều được trình bày bởi Lia của nhóm I've Sound, cô cũng đã từng hát các ca khúc chủ đề cho những visual novel trước của Key, tiêu biểu nhất là cho AIR. Soundtrack gốc của trò chơi đã ra mắt bằng cách đính kèm với phiên bản giới hạn của Tomoyo After vào ngày 25 tháng 11 năm 2005; đĩa nhạc này chứa 17 nhạc phẩm khác nhau cùng với các phiên bản ngắn của hai bài hát chủ đề, phiên bản hòa tấu bằng piano của hai trong số các track nhạc nền. Tất cả tựa của các nhạc phẩm đều viết bằng tiếng Anh, không có chữ kanji hay kana đi kèm. Soundtrack này được tái phát hành vào ngày 27 tháng 4 năm 2007. Một album hòa tấu piano mang tên Piano no Mori ra mắt ngày 29 tháng 12 năm 2009 có chứa năm bản nhạc trong Tomoyo After và năm bản nhạc trong Clannad. Mỗi album đã phát hành của visual novel đều đăng trên bảng xếp hạng Key Sounds Label của Key.
| Danh sách track Tomoyo After Original Soundtrack | Danh sách track Tomoyo After Original Soundtrack                          | Danh sách track Tomoyo After Original Soundtrack | Danh sách track Tomoyo After Original Soundtrack | Danh sách track Tomoyo After Original Soundtrack |
| STT                                              | Nhan đề                                                                   | Phổ nhạc                                         | Chuyển soạn                                      | Thời lượng                                       |
| ------------------------------------------------ | ------------------------------------------------------------------------- | ------------------------------------------------ | ------------------------------------------------ | ------------------------------------------------ |
| 1.                                               | "Light colors" (Lời: Jun Maeda; Trình bày Lia)                            | Shinji Orito                                     | Kazuya Takase                                    | 6:38                                             |
| 2.                                               | "Hope"                                                                    | Jun Maeda                                        | Yuki Shimizu                                     | 2:43                                             |
| 3.                                               | "Love Song"                                                               | Jun Maeda                                        | Yuki Shimizu                                     | 2:51                                             |
| 4.                                               | "Dear Old Home"                                                           | Shinji Orito                                     | Shinji Orito                                     | 3:31                                             |
| 5.                                               | "Rivulet"                                                                 | Shinji Orito                                     | Shinji Orito                                     | 2:33                                             |
| 6.                                               | "Morning Glow"                                                            | Jun Maeda                                        | Miu Uetsu                                        | 3:03                                             |
| 7.                                               | "Favorite Loop"                                                           | Magome Togoshi                                   | Magome Togoshi                                   | 3:19                                             |
| 8.                                               | "Old Summer Days"                                                         | Jun Maeda                                        | Miu Uetsu                                        | 2:33                                             |
| 9.                                               | "Harmony"                                                                 | Shinji Orito                                     | Shinji Orito                                     | 2:17                                             |
| 10.                                              | "Worth Living"                                                            | Magome Togoshi                                   | Magome Togoshi                                   | 4:10                                             |
| 11.                                              | "Young Lust"                                                              | Shinji Orito                                     | Shinji Orito                                     | 3:24                                             |
| 12.                                              | "Dear Old Home (piano)"                                                   | Shinji Orito                                     | Shinji Orito                                     | 4:13                                             |
| 13.                                              | "Memories"                                                                | Jun Maeda                                        | Miu Uetsu                                        | 2:34                                             |
| 14.                                              | "Love Song (piano)"                                                       | Jun Maeda                                        | Yuki Shimizu                                     | 3:21                                             |
| 15.                                              | "Harmony With Sorrow"                                                     | Shinji Orito                                     | Shinji Orito                                     | 3:12                                             |
| 16.                                              | "Life is like a Melody" (Lời: Jun Maeda; Trình bày: Lia)                  | Jun Maeda                                        | Magome Togoshi                                   | 5:25                                             |
| 17.                                              | "Battle Tune"                                                             | Shinji Orito                                     | Shinji Orito                                     | 2:22                                             |
| 18.                                              | "Destroyer"                                                               | Shinji Orito                                     | Shinji Orito                                     | 3:08                                             |
| 19.                                              | "Resonator"                                                               | Shinji Orito                                     | Shinji Orito                                     | 1:35                                             |
| 20.                                              | "Light colors (phiên bản ngắn)" (Lời: Jun Maeda; Trình bày: Lia)          | Shinji Orito                                     | Kazuya Takase                                    | 2:36                                             |
| 21.                                              | "Life is like a Melody (phiên bản ngắn)" (Lời: Jun Maeda; Trình bày: Lia) | Jun Maeda                                        | Magome Togoshi                                   | 3:46                                             |
| Tổng thời lượng:                                 | Tổng thời lượng:                                                          | Tổng thời lượng:                                 | Tổng thời lượng:                                 | 69:14                                            |

## Đón nhận
Theo một bảng xếp hạng về doanh số các bishōjo game được bán trên toàn quốc tại Nhật Bản, phiên bản trên PC của Tomoyo After đã đứng hạng nhất ngay trong tuần đầu tiên phát hành và đã giữ nguyên vị trí này trong khoảng hơn một tháng sau, trước khi bị rớt xuống hạng 35 và 36. Bản PC của Tomoyo After đã đứng hạng tám trong số những trò chơi được mua nhiều nhất qua trang web Getchu.com. Năm 2006, tạp chí chuyên về trò chơi điện tử PC News có đăng tin: Tomoyo After đã đứng hạng tư về doanh số các bishōjo game bán chạy nhất năm 2005 với tổng số 49.226 bản được bán thành công.